# Leonard Nelson

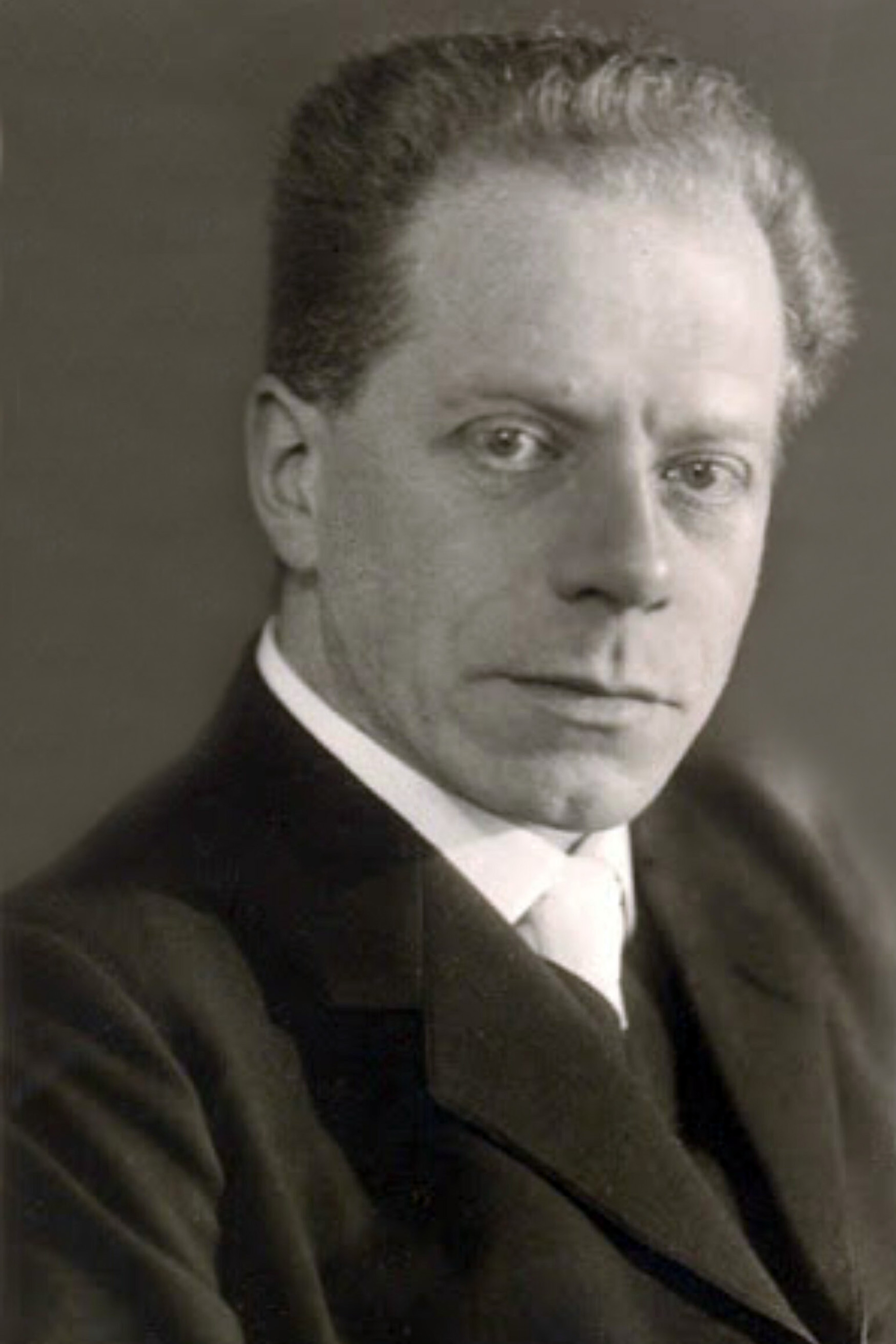
Leonard Nelson (digitalisierte Photographie)

Leonard Nelson (* 11. Juli 1882 in Berlin; † 29. Oktober 1927 in Göttingen) war ein pädagogisch und politisch engagierter deutscher Sozialist, kritischer Philosoph, Mathematiker und Autor mit den Arbeitsschwerpunkten Logik und Ethik.
Er gehörte zur neofriesischen Schule (benannt nach dem nachkantischen Philosophen Jakob Friedrich Fries) des Neokantianismus und war ein Freund des Mathematikers David Hilbert. Zusammen mit Kurt Grelling entwickelte er 1908 die Grelling-Nelson-Antinomie.
Nelson wurde sowohl in der Philosophie als auch in der Mathematik einflussreich, da seine engen Kontakte zu Wissenschaftlern und Mathematikern, deren Ideen beeinflussten. Obwohl er früher als viele seiner Freunde und Mitarbeiter starb, lebte der von ihm mitgegründete Internationale Sozialistische Kampfbund (ISK) auch nach seinem Tod weiter, selbst nach dessen Verbot durch das Nazi-Regime im Jahr 1933.
Ihm wird auch die Popularisierung der sokratischen Methode in seinem Buch Die sokratische Methode zugeschrieben.

## Biographie

### Kindheit

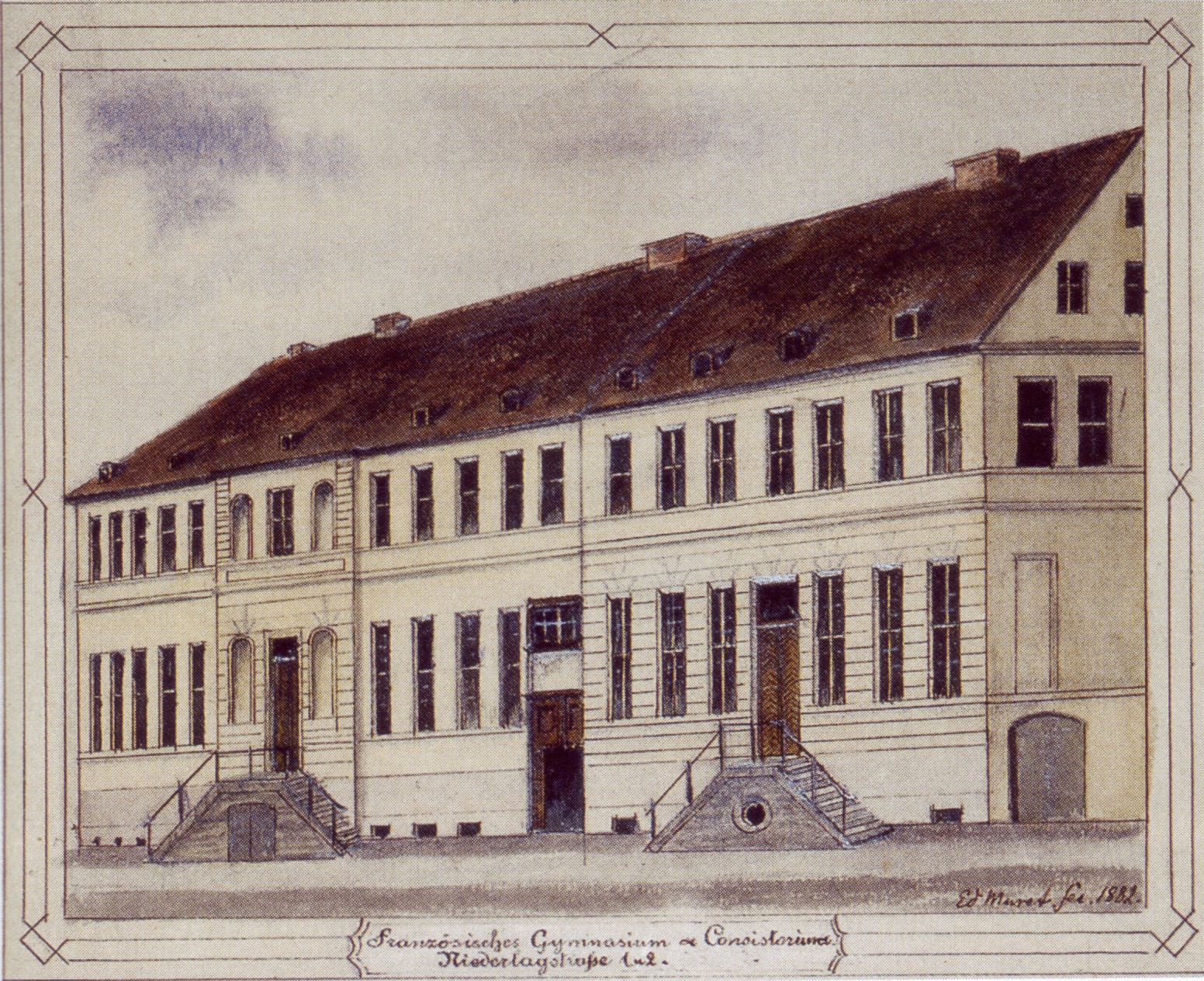
Französisches Gymnasium in Berlin (1882)

Leonard Nelson war der Sohn des jüdischen Rechtsanwaltes Heinrich Nelson (* 9. März 1854 in Berlin; † 25. April 1929 in Walkemühle bei Melsungen) und der Malerin Elisabeth Nelson, geb. Lejeune Dirichlet (27. Februar 1860 in Klein-Bretschkehmen bei Königsberg; † 1920), einer Enkelin des Mathematikers Peter Gustav Lejeune Dirichlet und Nachkommin des Philosophen Moses Mendelssohn (1729–1786). 1907 heirateten Leonard Nelson und Elisabeth Schemann (1884–1954) in Berlin-Wilmersdorf. Nach der Heirat bezog das Ehepaar in Göttingen eine Wohnung im Nikolausberger Weg 61, wo Nelson bis zu seinem Tod wohnte. Die Ehe, der der Sohn Gerhard Nelson (* 7. Mai 1909; † 1944 im Zweiten Weltkrieg in Italien) entstammte, wurde am 5. April 1912 geschieden. Elisabeth Nelson heiratete 1917 den Philosophen Paul Hensel.

### Studium
Seine geistigen Interessen wurden entscheidend durch das Buch Kulturgeschichte des Neunzehnten Jahrhunderts des deutschen Botaniker Ernst Hallier geprägt. Es beinhaltet Kapitel über Kant und die Philosophen Jakob Friedrich Fries (1773–1843) und dessen Schüler Ernst Friedrich Apelt (1812–1859). Nelson war von der Fries’schen Philosophie fasziniert.
In Berlin besuchte Leonard Nelson das Französische Gymnasium, wo er im März 1901 sein Abitur ablegte. Im selben Jahr studierte er zunächst an der Ruprecht-Karls-Universität Heidelberg, wo er ein philosophisches, naturwissenschaftliches, juristisches und literaturwissenschaftliches Studium begann und Vorlesungen u. a. bei dem Mathematiker Leo Koenigsberger (1837–1921), dem Philosophen Kuno Fischer und dem Logiker Paul Hensel besuchte. Zum Wintersemester 1901 wechselte er an die Friedrich-Wilhelm-Universität (heute Humboldt-Universität) in Berlin, wo er bis zum Sommersemester 1903 blieb, um dann nach Göttingen an die Georg-August-Universität zu gehen. Von 1903 bis 1904 arbeitete er mit Mathematikern und Philosophen in Göttingen zusammen, darunter sein Doktorvater Julius Baumann, David Hilbert, Felix Klein, Carl Runge und sein späterer Rivale und der Begründer der Phänomenologie Edmund Husserl. In Göttingen wurde er 1904 mit der Dissertation Jakob Friedrich Fries und seine jüngsten Kritiker vom Philosophen Julius Baumann promoviert und stieß in seiner akademischen Karriere auf Schwierigkeiten.

### Karriere
Nelson sah sich selbst als einen ethischen, antiklerikalen und nichtmarxistischen Sozialisten. Von dieser Position aus beeinflusste er insbesondere den Sozialdemokraten Willi Eichler, einen der Hauptverfasser des Godesberger Programms. Er knüpfte in seiner philosophischen Arbeit ebenso wie in seinem politischen und gesellschaftlichen Engagement sowohl an Fries wie an die Marburger Schule an, ohne ihr jedoch unmittelbar anzugehören.
Obwohl seine 1904 veröffentlichte Dissertation erfolgreich war, hatte er in seinen frühen akademischen Jahren Schwierigkeiten. Eine dieser gescheiterten Abhandlungen war seine Abhandlung Die kritische Methode und das Verhältnis der Psychologie zur Philosophie. Nelson setzte die Verteidigung der Philosophie und der Ideen von Fries fort, indem er zusammen mit den Mathematikern Gerhard Hessenberg und Karl Kaiser eine neue Folge der Abhandlungen der Fries’schen Schule (1904) veröffentlichte. In diesem Zusammenhang gründete Nelson zusammen mit diesen Freunden die Jakob-Friedrich-Fries-Gesellschaft, um die kritische Philosophie zu fördern.
Vor allem der Philosoph und Mathematiker Edmund Husserl, der in Göttingen ein Extraordinariat innehatte, suchte Nelsons akademische Laufbahn zu behindern. Nachdem Nelson 1908 jedoch zusammen mit Kurt Grelling die Grelling-Nelson-Antinomie, ein semantisches Paradoxon als Variante der Russellschen Antinomie, formuliert hatte, gelang ihm 1909 mit Unterstützung des deutschen Mathematikers David Hilbert (1862–1943) die Habilitation. Als Georg Misch 1919 Ordinarius (Inhaber eines Lehrstuhls) der Philosophie wurde, setzte Hilbert sich auch für die dadurch möglich gewordene Ernennung Nelsons zum außerordentlichen Professor ein.

Klebzettel des Internationalen Sozialistischen Kampfbundes (1932)

Im Jahr 1915 lernte Nelson Minna Specht kennen und ging mit ihr eine Arbeits- und Lebensgemeinschaft ein. Unter dem Eindruck des Ersten Weltkrieges und des sich steigernden Nationalismus gründete er 1917 in Zusammenarbeit mit Minna Specht den Internationalen Jugendbund (IJB).
Nach dem Ende des Ersten Weltkriegs (1914–1918) gründete Nelson 1922 in Anlehnung an die Platonische Akademie der Antike eine Philosophisch-Politische Akademie (PPA). 1923 übernahm sie die Trägerschaft des Landerziehungsheims Walkemühle bei Melsungen-Adelshausen, das im Mai 1924 eröffnete und dessen Leitung Minna Specht übernahm. Im Landerziehungsheim Walkemühle unterrichteten Gustav Heckmann, Minna Specht und andere dem ISK nahestehende Lehrkräfte bis zum Verbot durch die Nationalsozialisten im Jahr 1933.
Leonard Nelson war ein eminent politischer Denker: Philosophie und Praxis bildeten für ihn eine Einheit. Der Übergang von der gedanklichen Reflexion zur ethischen Lebensführung war vom philosophischen Programm her gefordert. Nelson formulierte das Konzept eines ethisch begründeten Sozialismus, wie es schon im Marburger Neukantianismus vorformuliert worden war.
Im Jahr 1918 wurde Nelson kurzzeitig Mitglied der Unabhängigen Sozialdemokratischen Partei (USPD), bevor er von 1923 bis 1925 Mitglied der Sozialdemokratischen Partei (SPD) wurde, aus der er schließlich ausgeschlossen wurde. Er geriet mit dem IJB in Konflikt zur Parteilinie der SPD.
In seinem bekanntesten Vortrag Die sokratische Methode aus dem Jahr 1922 empfahl Nelson eine modifizierte sokratische Unterrichtsmethode für den Philosophieunterricht wie auch als Methode zur Wiederbelebung der philosophischen Forschung. Sein Standpunkt wird auch als „neosokratisch“ bezeichnet (siehe auch: Mäeutik und Sokratisches Gespräch).
1925 fasste der SPD-Parteivorstand einen Unvereinbarkeitsbeschluss, was in der allgemeinen Rezeption bis heute Spuren hinterlassen hat.

### Tod
Er litt an Schlaflosigkeit und starb in jungen Jahren an einer Lungenentzündung. Er wurde auf dem jüdischen Friedhof in Melsungen an der Seite seines Vaters Heinrich beigesetzt. Nelsons Ideen hatten weiterhin Einfluss auf den deutschen Sozialismus und Kommunismus in Nazi-Deutschland, da die Mitglieder des ISK im linken Widerstand gegen den Nationalsozialismus aktiv wurden.

## Kritische Philosophie

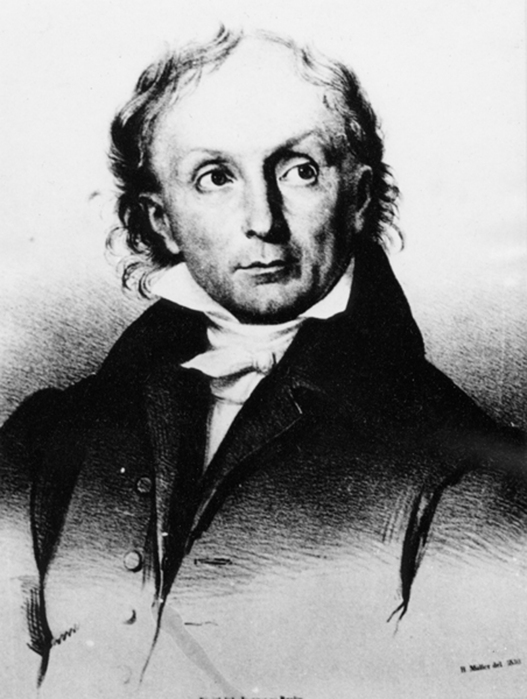
Porträt von Jakob Friedrich Fries (1773–1843).

Leonard Nelson stellte an das philosophische Denken die Forderung nach konsequenter Wissenschaftlichkeit und Wahrhaftigkeit. Seiner Überzeugung nach sollte das, was Philosophie lehrt, auf Wahrheit basieren, und die Art und Weise, wie sie dies lehrt, sollte wissenschaftlich sein. Seine theoretische und praktische Arbeit zielte darauf ab, eine friedliche und gerechte Gesellschaft zu schaffen, in der jegliche Form der Ausbeutung, sowohl für Menschen als auch für Tiere, beseitigt wird.
Nach seiner Auffassung gehört zur Kritischen Philosophie, dass die Anwendung ihrer Erkenntnisse und Methoden nie als endgültig angesehen werden kann und ständig weiterentwickelt werden soll.
Im Anschluss an Jakob Friedrich Fries, dem Gründer der Friesischen Schulen, verstand Leonard Nelson seine Philosophie als theoretische und praktische Fortführung des an mathematischer Exaktheit und Stringenz (Schlüssigkeit) orientierten Kritizismus Immanuel Kants. Nelson forderte vom philosophischen Denken rigorose Wissenschaftlichkeit und Wahrhaftigkeit sowie eine konsequente Umsetzung gewonnener Einsichten in die eigene und politische Praxis.
Der philosophischen Ethik schrieb Nelson eine wichtige Rolle beim Wandel gesellschaftlicher Moralvorstellungen zu. Zentral in seinen moralphilosophischen Überlegungen war der Begriff der Interessen. Nelsons Grundsatz der persönlichen Würde zufolge hat jedes Wesen, das Lust und Unlust empfinden kann, auch grundsätzlich einen Anspruch auf die Achtung seiner Interessen.

### Abwägungsgesetz
Im Mittelpunkt seiner Philosophie steht die Grundlegung der Ethik mit Hilfe der kritischen Vernunft. Er entwickelt 1917 den kategorischen Imperativ Kants zu einem Abwägungsgesetz weiter, anhand dessen im Falle eines Interessenkonflikts entschieden werden kann, ob eine Handlung moralisch erlaubt ist. Die Gleichheit der Würde jeder Person ist das oberste Prinzip seiner Ethik. Nelson verstand Kants kategorischen Imperativ als Abwägungsgesetz, das gegenseitige Gleichbehandlung von Freien und Gleichen verlange. Dazu gehöre ein „Anspruch auf Berücksichtigung ihrer Interessen“, aus dem er sein „Abwägungsgesetz“ ableitete:

„Handle nie so, dass du nicht auch in deine Handlungsweise einwilligen könntest, wenn die Interessen der von ihr Betroffenen auch deine eigenen wären.“

Sich in die betroffenen Personen hineinzuversetzen, um dann nach deren Neigungen zu entscheiden, genüge nicht:

„…wir müssen uns der Reihe nach in die eine und andere Situation versetzen und dabei von der Vorstellung ausgehen, dass unsere Interessen im einen oder anderen Fall kollidieren, so dass wir auf die Wahl zwischen ihnen angewiesen sind und nur das eine befriedigen können, auf die Befriedigung des anderen dagegen verzichten müssen.“

In der Schrift Die Unmöglichkeit der Erkenntnistheorie vertrat Nelson die Auffassung, dass eine wissenschaftliche Erkenntnistheorie aufgrund der Zirkelhaftigkeit nicht möglich sei. Denn es lasse sich die objektive Gültigkeit von Erkenntnis nicht begründen, ohne diese Gültigkeit selbst bereits vorauszusetzen.

### Sokratisches Gespräch
Zusammen mit Gustav Heckmann (1898–1996) entwickelte er Grundsätze einer gemeinsamen philosophischen Erkenntnisbemühung, die er als sokratisches Gespräch bezeichnete. Nach Rainer Loska war Nelson dabei stark beeinflusst von den Ideen des im Ersten Weltkrieg gefallenen Wilhelm Ohr und ihrer gemeinsamen Praxis bei politischen Veranstaltungen für die Liberalen in der Zeit vor dem Ersten Weltkrieg.
Anfangs war das sokratische Gespräch nur für den Philosophieunterricht an den Universitäten gedacht. Nelson charakterisierte es als die Kunst, nicht Philosophie, sondern Philosophieren zu lehren, nicht über Philosophen zu unterrichten, sondern Schüler zu Philosophen zu machen. Das sokratische Gespräch unterscheidet sich von der Sokratischen Methode unter anderem darin, dass es nicht dialogisch, sondern als moderierte Gruppengespräche stattfindet. 1922 hielt er den Vortrag Die sokratische Methode, in dem er sein Dialogverständnis darstellte.
Das sokratische Gespräch war von vornherein als ein Gedankenaustausch unter mehreren Wahrheitssuchenden angelegt, wobei der Lehrer nur jeweils so lange nötig ist, bis die Lernenden das Selberdenken so gut entwickelt haben, „daß sie eines Tages das Alleingehen wagen dürfen, weil sie die Obacht des Lehrers durch die eigene Obacht ersetzen“.

### Tierrechte
Daher gehörten für Nelson auch Tiere zu den Lebewesen, denen gegenüber direkte Pflichten erwachsen. Nelson forderte deshalb Tierrechte und Vegetarismus. In seinem 1926 publiziertem Werk Recht und Staat stellte er die Pflicht der Arbeiterschaft, sich gegen die Ausbeutung der Tiere zu engagieren, in den Zusammenhang einer Kapitalismuskritik. In diesem Werk heißt es: „Ein Arbeiter, der nicht nur ein ‚verhinderter Kapitalist‘ sein will und dem es also ernst ist mit dem Kampf gegen jede Ausbeutung, der beugt sich nicht der verächtlichen Gewohnheit, harmlose Tiere auszubeuten, der beteiligt sich nicht an dem täglichen millionenfachen Mord“.
In seinen ethischen Überlegungen unterschied er Subjekte von Rechten und Subjekte von Pflichten. Um ein Subjekt von Rechten zu sein, genüge es laut Nelson, Interessen (Intentionen) zu besitzen. Subjekte von Pflichten könnten dagegen nur vernünftige Wesen sein, die über das notwendige Bewusstsein verfügen. So könne ein Lebewesen ein Subjekt von Rechten sein, ohne zugleich ein Subjekt von Pflichten sein zu müssen. Sein Vortrag „Pflichten gegenüber Tieren“ wurde 1932 posthum in Deutschland veröffentlicht und in sein Buch „Ein System der Ethik“ aufgenommen und 1972 in dem Buch „Tiere, Menschen und Moral“ neu aufgelegt.

## Praktische Umsetzung seiner Philosophie
1913 überführte Nelson den Kreis in eine Jakob-Friedrich-Fries-Gesellschaft und bestimmte Arthur Kronfeld zum stellvertretenden Vorsitzenden und Schriftführer. Den Ersten Weltkrieg überstand die Gesellschaft nur geschwächt. Lediglich 1921 hielt sie noch einmal eine Tagung zum Thema Relativitätstheorie und Kritische Philosophie ab.

### Neufriesische Schule
Bereits als junger Student begründete Nelson in Berlin und Göttingen mit Freunden die Neufriesische Schule als einen philosophischen Diskussionskreis. Seine Aufgabenstellung war die Pflege und Fortbildung der kritischen Philosophie Immanuel Kants, nachdem Nelson ihre wissenschaftliche Weiterbildung durch den Philosophen Jakob Friedrich Fries (wieder)entdeckt und in ihrer Bedeutung erkannt hatte. Mitglieder des Kreises waren:
- Mathematiker Gerhard Hessenberg und Physiologe Karl Kaiser, mit denen Nelson ab 1904 die Neue Folge der Abhandlungen der Friesischen Schule herausgab;
- Nobelpreisträger Otto Meyerhof, der den Kreis nach dem frühen Tod von Nelson mit Franz Oppenheimer und Minna Specht bis 1937 weiterführen konnte;
- Psychiater und Psychotherapeut Arthur Kronfeld, ein Freund und Kommilitone von Otto Meyerhof;
- Religionswissenschaftler und Theologe Rudolf Otto (1869–1937);
- Paul Bernays, ein späterer Mitarbeiter von David Hilbert;
- Mathematiker und Wissenschaftsphilosoph Kurt Grelling;
- Mathematiker Richard Courant (1888–1972);
- Mathematiker und Physiker Max Born (1882–1970);
- Soziologe und Volkswirt Carl Brinkmann und
- Nationalökonom Alexander Rüstow.

### Internationaler Sozialistischer Kampfbund (ISK)
Der Internationale Jugendbund (IJB) wurde 1917 von Nelson und Minna Specht gegründet. 1918 wurde Nelson kurzzeitig Mitglied der Unabhängigen Sozialdemokratischen Partei (USPD), bevor er von 1923 bis 1925 Mitglied der Sozialdemokratischen Partei (SPD) wurde, aus der er schließlich ausgeschlossen wurde. Daraufhin gründete er 1925 zusammen mit Minna Specht den Internationalen Sozialistischen Kampfbund (ISK), der mit dem IJB fusionierte, indem er dessen Verlag „Öffentliches Leben“ übernahm.
Das ISK war seit 1933 eines der wichtigsten Zentren im Widerstand gegen den Nationalsozialismus. Viele ihrer Mitglieder starben während der Zeit des Nationalsozialismus. 1945 fusionierte die Gesellschaft mit der SPD, in der einige Nelsonianer z. B. Willi Eichler eine wichtige Rolle spielten. In dem Kampfbund engagierte sich auch Grete Hermann, die seit ihrer Dissertation im Jahr 1925 für Nelson als Privatassistentin arbeitete.
Gemeinsam mit Minna Specht gab Grete Hermann aus dem Nachlass den Band System der philosophischen Ethik und Pädagogik heraus.
Zu Leonard Nelsons Schülern und politischen Begleitern im Internationalen Sozialistischen Kampfbund gehörten:
- Gewerkschafter Hermann Beermann;
- Innenminister und SPD-Politiker Otto Bennemann;
- Pädagogin und Politikerin Erna Blencke;
- Widerstandskämpfer und SPD-Politiker Alexander Dehms;
- Psychologe und Politiker Heinrich Düker;
- Journalist, Intendant, Widerstandskämpfer und SPD-Politiker Fritz Eberhard;
- Journalist, Widerstandskämpfer und SPD-Politiker Willi Eichler;
- Britischer Soziologe Allan Flanders;
- Sozialdemokratischer Widerstandskämpfer Ludwig Gehm;
- Pädagoge, Gewerkschafter und SPD-Politiker Paul Goosmann;
- Gewerkschafter und Widerstandskämpfer Werner Hansen;
- Physiker und Philosoph Gustav Heckmann;
- Sozialistin und Widerstandskämpferin Irmgard Heydorn;
- Widerstandskämpfer und SPD-Politiker Hellmut Kalbitzer;
- Ministerpräsident und SPD-Politiker Alfred Kubel;
- Hochschullehrer und Oberbürgermeister von Göttingen Artur Levi;
- Sozialist, Widerstandskämpfer und Jurist Erich Lewinski;
- Widerstandskämpfer und Politiker Max Mayr;
- Wirtschaftswissenschaftler Hans Peter;
- Lehrer, Sozialist und Widerstandskämpfer Julius Philippson;
- Juristin, Politikerin und Widerstandskämpferin Nora Platiel;
- Publizistin Mary Saran;
- Pädagogin und Sozialistin Minna Specht.

Die Philosophisch-Politische Akademie (PPA) wurde 1922 aufgrund einer Initiative von Leonard Nelson gegründet.
Nach dem Zweiten Weltkrieg beteiligten sich seine ehemaligen Begleiter am Wiederaufbau demokratischer Institutionen in der Bundesrepublik Deutschland. So war Fritz Eberhard ein Mitglied des Parlamentarischen Rates.

## Werke

### Gesamtausgabe
- Gesammelte Schriften in neun Bänden. Herausgegeben von Paul Bernays u. a. Meiner, Hamburg 1970–1977.
  - Band I: Die Schule der kritischen Philosophie und ihre Methode
  - Band II: Geschichte und Kritik der Erkenntnistheorie
  - Band III: Die kritische Methode in ihrer Bedeutung für die Wissenschaft
  - Band IV: Kritik der praktischen Vernunft
  - Band V: System der philosophischen Ethik und Pädagogik
  - Band VI: System der philosophischen Rechtslehre und Politik
  - Band VII: Fortschritte und Rückschritte der Philosophie von Hume und Kant bis Hegel und Fries
  - Band VIII: Sittlichkeit und Bildung
  - Band IX: Recht und Staat

### Einzelschriften
- Die Theorie des wahren Interesses und ihre rechtliche und politische Bedeutung, 1913
- Die kritische Ethik bei Kant, Schiller und Fries. Eine Revision ihrer Prinzipien, 1914
- Vorlesungen über die Grundlagen der Ethik. 3 Bände
  - Band 1: Kritik der praktischen Vernunft, 1917
  - Band 2: System der philosophischen Ethik und Pädagogik, 1932
  - Band 3: System der philosophischen Rechtslehre und Politik, 1924
- Ethische Methodenlehre. von Veit & Comp., Leipzig 1915
- Die Rechtswissenschaft ohne Recht. von Veit & Comp., Leipzig 1917.
- Die sokratische Methode. Vortrag, gehalten am 11. Dezember 1922 in der Pädagogischen Gesellschaft in Göttingen. In: Abhandlungen der Fries’schen Schule. Neue Folge. Hrsg. v. Otto Meyerhof, Franz Oppenheimer, Minna Specht. 5. Band, H. 1. Öffentliches Leben, Göttingen 1929, S. 21–78.
- Demokratie und Führerschaft. Öffentliches Leben, Berlin 1932.
- Ausgewählte Schriften. Studienausgabe. Hrsg. und eingeleitet von Heinz-Joachim Heydorn. Europäische Verlagsanstalt, Frankfurt 1974.
- Vom Selbstvertrauen der Vernunft: Schriften zur krit. Philosophie und ihrer Ethik. Hrsg. von Grete Henry-Hermann (Philosophische Bibliothek. Band 288). Meiner, Hamburg 1975.

### Nachlasspublikationen
- Kritische Naturphilosophie. Mitschriften aus dem Nachlass. Hrsg. von Kay Herrmann und Jörg Schroth (Beiträge zur Philosophie, Neue Folge 233). Universitätsverlag Winter, Heidelberg 2004.
- Typische Denkfehler in der Philosophie. Nachschrift der Vorlesung vom Sommersemester 1921. Mit einer Einleitung von Dieter Birnbacher. Aus dem Nachlass hrsg. von Andreas Brandt und Jörg Schroth. Hamburg: Felix Meiner Verlag, 2011 (Philosophische Bibliothek, Bd. 623), ISBN 978-3-7873-2149-0

### Werke von Leonard Nelson im Internet-Archiv
- 1908 – Ist metaphysikfreie Naturwissenschaft möglich? Sonderdruck aus den Abhandlungen der Fries’schen Schule, II. Bd., 3. Heft. Vandenhoeck & Ruprecht, Göttingen 1908 Internet Archive
- 1908 – Über das sogenannte Erkenntnisproblem. Vandenhoeck & Ruprecht, Göttingen 1908 Internet Archive
- 1908 – Über wissenschaftliche und ästhetische Naturbetrachtung. Vandenhoeck & Ruprecht, Göttingen 1908 Internet Archive
- 1915 – Ethische Methodenlehre, by Veit & Comp., Leipzig 1915 Internet Archive
- 1917 – Vorlesungen über die Grundlagen der Ethik. Veit & Comp., Leipzig
  - Bd. 1: Kritik der praktischen Vernunft. 1917 Internet Archive
- 1917 – Die Rechtswissenschaft ohne Recht: kritische Betrachtungen über die Grundlagen des Staats- und Völkerrechts insbesondere über die Lehre von der Souveränität. Veit & Comp, Leipzig 1917 Internet Archive
- 1919 – Demokratie und Führerschaft, Public life, Berlin 1932. Internet Archive
- 1920 – System der philosophischen Rechtslehre. Verlag der Neue Geist / Reinhold, Leipzig 1920 Internet Archive
- 1922 – Die Reformation der Gesinnung: durch Erziehung zum Selbstvertrauen. The New Publishes, Leipzig 1922 Internet Archive
- 1922 – Die sokratische Methode, Lecture, held on December 11, 1922 in the Pedagogical Society in Göttingen. In: Treatises of the Friesian school. New episode. edited by Otto Meyerhof, Franz Oppenheimer, Minna Specht. 5th volume, Göttingen 1929, pp. 21–78. Internet Archive